# Matilde Conesa Valls
Matilde Conesa Valls (Madrid, 13 d'abril de 1928 - ibídem, 29 de març de 2015) va ser una actriu de veu espanyola. De veu greu i inconfusible, és una de les figures més emblemàtiques de la història de la ràdio a Espanya. Els seus treballs més recordats són la veu de Matilde al serial radiofònic Matilde, Perico y Periquín, així com la veu de Lisa a David el Gnomo i la de la Bruja Avería al programa La bola de cristal, a més de molts altres personatges d'una extensa carrera en el doblatge.

## Biografia

### Ràdio
Actriu forjada sobretot en el medi radiofònic, va estudiar declamació en el Real Conservatori de Madrid amb Carmen Seco. S'inicia en la interpretació a través del Teatro Español Universitario i de Radio SEU.
El 1947 ingressa en el quadre d'actors de Radio Madrid. Romandria 40 anys a la Cadena SER. Des d'aquesta mateixa temporada intervé en l'adaptació radiofònica de Los Episodios Nacionales, de Benito Pérez Galdós.
Des de principis dels anys cinquanta va destacar en radionovel·les com Lo que nunca muere (1952), de Guillermo Sautier Casaseca. Però el personatge que li va donar la seva major glòria va ser el de Matilde en el serial Matilde, Perico y Periquín, que es va emetre entre 1954 i 1971. El país sencer es paralitzava per a escoltar les aventures i desventures d'aquesta família model que va acompanyar els oïdors espanyols durant prop de vint anys. També va participar, des de 1959, en la popular Ama Rosa.
Amb posterioritat, ja el 1982, substituiria la seva companya Juana Ginzo, després de la jubilació d'aquesta, en el paper de Candelaria, en l'últim gran serial de la història de la ràdio espanyola, La saga de los Porretas, també a la Cadena SER.

### Cinema i televisió
Durant tota la seva trajectòria professional, Conesa va fer compatible la seva activitat a la ràdio amb el doblatge de cinema i televisió.
A la pantalla gran va posar veu en castellà a actrius de la talla de Bette Davis (Jezabel, La carta, La loba), Lauren Bacall (Asesinato en el Orient Express, Dogville) i Anne Bancroft (Las seductoras). A més, va doblar actrius espanyoles com Katia Loritz a Las chicas de la Cruz Roja o La Polaca a Las secretarias i va fer la veu d'Úrsula a La sirenita.
A televisió va prestar la seva veu en documentals culturals com Si las piedras hablaran (1972), donant lectura a guions d'Antonio Gala i ha intervingut a les sèries de dibuixos animats Wickie, el víking (1975), D'Artacan i els tres gossos mosqueters (1982), David el Gnomo (1985) i La corona mágica (1990). També va ser la veu de la Bruja Avería (1984-1988) a La bola de cristal o d' Angela Channing (Jane Wyman) a Falcon Crest.
Quant a les seves aparicions davant la càmera, el 1995 va intervenir en el programa Vaya nochecita, donant vida al costat de María Isbert a una de les ties del presentador Pepe Carrol i un any després va participar en la fugaç sèrie de la 2 Tocao del ala, amb Ferran Rañé. En els anys 2000 i 2006 va actuar en dos capítols d' El comisario.

## Vida privada
Va contreure matrimoni, després de la defunció del seu primer marit Agustín Osuna, amb l'actor Julio Montijano García (1913-1982) el 1956. És mare de la també actriu de doblatge Carolina Cristina Montijano Conesa, casada amb l'actor José Luis Gil.

## Premis
- 1955, Premi Ondas. Nacionals de ràdio. Millor actriu.[6]
- Antena de Oro 1965[7]
- 1971, Premi Ondas. Nacionals de ràdio. Millor actriu.[8]
- 1999, Premi Ondas. Especial a tota una vida.[9]
- 2006, Premi de la Unión de Actores, Premio especial Una vida de doblaje.[10]

La ciutat de Ponferrada li va dedicar un carrer en reconeixement de la seva carrera en les ones en el nou barri La Rosaleda.